# 庫斯托洛沃河
庫斯托洛沃河（烏克蘭語：Кустолове），是烏克蘭的河流，位於該國中部，屬於沃爾斯克拉河的支流，發源自庫斯托洛沃-蘇霍季爾卡以東，流經波爾塔瓦州，河口處在科馬里夫卡以北，河道全長60公里，流域面積346平方公里。